# Alberto Sabio Alcutén
Alberto Sabio Alcutén (Monzón, 2 de febrero de 1966) es un historiador español.

## Biografía
Nació en la ciudad altoaragonesa de Monzón. Trasladado a Zaragoza, culminó en 1989 sus estudios de Geografía e Historia en la Facultad de Filosofía y Letras de la Universidad de Zaragoza con Premio Extraordinario de licenciatura. Posteriormente cursó estudios de doctorado en Historia contemporánea en la misma facultad, con estancias en el extranjero, terminando en 1995 con Premio Extraordinario de Doctorado. En 1999 obtuvo por oposición la plaza de profesor titular y en 2018 la de catedrático, ambas en la misma Universidad en la que se formó.
Entre 2016 y 2018 dirigió los Cursos Extraordinarios de la Universidad de Zaragoza. Colaborador del Instituto de Estudios Altoaragoneses donde ejerció durante años como director del área de Historia, en 2020 fue nombrado director de la institución. Es también académico de número de la Real Academia de Nobles y Bellas Artes de San Luis desde 2019.

## Temática de sus investigaciones
Sus primeras obras se centraron en historia agraria. En 1997 el Instituto de Estudios Altoaragoneses publicó su libro Los montes públicos en Huesca (1859-1930): el bosque no se improvisa. El autor explicó cómo algunos municipios evitaron la pérdida de los montes comunales durante la desamortización mediante su compra a través de sociedades de vecinos o juntas.
En 1997 el ayuntamiento de Samper de Calanda publicó el libro de Sabio A las puertas de la memoria, que lleva el subtítulo aclaratorio de La historia local en Samper de Calanda (1850-1970), una obra patrocinada por el municipio para recordar la historia de la población. El historiador Carlos Forcadell considera que «constituye un buen modelo del tipo de historia local que es hoy exigible profesionalmente». Añade que es una de las primeras obras de ese tipo referentes a la provincia de Teruel que entra en temas «como la guerra civil, la represión franquista, las penurias de la posguerra o los comienzos de la crisis de la agricultura y de la sociedad tradicionales». Señala también que Sabio no olvida a los hijos ilustres, pero se centra en la acción colectiva de los agentes sociales.
Pasado un tiempo, Sabio comenzó a investigar en el proceso de democratización español. En 2007 publicó junto con Nicolás Sartorius el libro El final de la dictadura, subtitulado como La conquista de la democracia en España, noviembre de 1975-junio de 1977. Se trata de una infrecuente combinación de libro de memorias —las de Sartorius— y de estudio documentado —labor de Sabio—. Según el historiador Josep Fontana es «un libro realmente valioso» al que considera el mejor de cuantos se han publicado sobre la transición española. Fontana destaca favorablemente que, a diferencia de muchas otras obras que consideran la transición como obra casi exclusiva del rey Juan Carlos y el presidente Suárez, el libro señala la presión de la sociedad como elemento fundamental para que el cambio fuese más allá de lo inicialmente previsto. Con amplio uso de fuentes documentales nuevas, el libro llega a la conclusión de que «la democracia española no fue una democracia otorgada, sino conquistada con evidente esfuerzo y abundante riesgo y sacrificio». Un extracto de la obra fue publicado por el diario El País con motivo de su publicación.

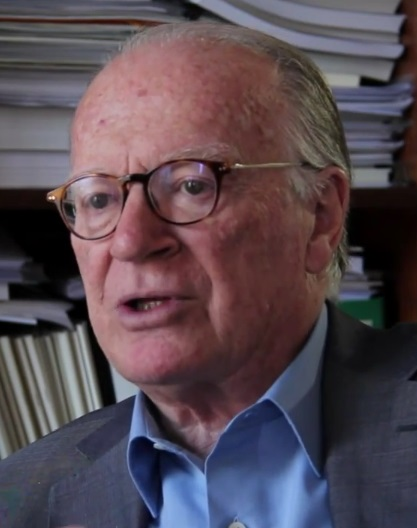
Nicolás Sartorius escribió junto a Sabio El final de la dictadura.

En 2011 publicó en Cátedra Peligrosos demócratas: antifranquistas vistos por la policía política (1958-1977), libro escrito en solitario que incidía en la misma tesis del anterior: la importancia de los movimientos sociales de oposición formados por «gente corriente» para la obtención de la democracia en España. Sabio se sirve de entrevistas realizadas a antifranquistas en las que estos narran su experiencia. Pero, sobre todo, se vale de los informes de la policía, de la Dirección General de Seguridad y de los gobiernos civiles que investigó en profundidad. La obra conjuga los enfoques macro y microhistórico, intercalando las experiencias personales reflejadas en los informes gubernativos con la explicación acerca del contexto nacional e internacional de cada momento. Al igual que en El final de la dictadura, el autor niega que el paso de la dictadura a la democracia fuera algo inevitable y destaca la importancia de las protestas en la calle para la obtención de una democracia auténtica.
Una tercera línea de investigación de Sabio es el exilio español hacia América tras la guerra civil. En 2012 la editorial Marcial Pons publicó La justicia de la República. Memorias de un fiscal del Tribunal Supremo en 1936, escritas por José Luis Galbe Loshuertos. El texto fue recuperado y editado por Sabio y, a juicio del historiador Carmelo Romero, cuenta con «una extensa y sugerente introducción y (...) abundantes y pertinentes notas».
En 2018 volvió al tema de la lucha por la democracia durante la dictadura franquista al coordinar el libro colectivo El coste de la libertad. Presos políticos, represión y censura en Zaragoza (1985-1977). Nuevamente se destacaba la importancia de la lucha de ciudadanos anónimos en la consecución de la democracia. Basándose en el estudio de los archivos penitenciarios, el libro recopila a las personas que pasaron por la prisión de Torrero por razones políticas. El economista Eloy Fernández Clemente, que fue uno de aquellos presos, destaca el estudio que Sabio hace de la evolución del Partido Socialista Obrero Español y el de la censura sobre las letras de los cantautores. Considera que, aunque la relación de presos está hecha con rigor académico, «tiene también unos indudables ecos morales».
En 2020 Sabio coordinó la edición por la editorial Doce Robles y el Instituto de Estudios Altoaragoneses de Aragón desgajado. Los exilios republicanos de 1939. El libro recopilaba las actas de unas jornadas celebradas el año anterior en Huesca acerca de los exiliados aragoneses a consecuencia de la guerra civil. Sabio escribió el prólogo y la ponencia relativa al fiscal Galbe. Otros autores hablaron acerca del cineasta Luis Buñuel, el escritor Ramón J. Sender, la poetisa María Dolores Arana, el artista Agustín Alamán, los políticos Mariano Joven y Eduardo Castillo y el bibliotecario Juan Vicens de la Llave y su esposa María Luisa González.

## Obra escrita
Además de participar en diversas obras colectivas y de la publicación de artículos en revistas especializadas, Sabio ha escrito o editado los siguientes libros:

### Libros en solitario o en colaboración
- Agrarismo y poder local en Monzón-Barbastro (1860-1900). 1988.
- Viñedo y vino en el campo de Cariñena. Los protagonistas de las transformaciones (1860-1930). Institución Fernando el Católico. 1995.
- Los mercados informales de crédito y tierra en una comunidad rural aragonesa (1850-1930). Banco de España. 1996.
- Los montes públicos en Huesca (1859-1930): el bosque no se improvisa. Instituto de Estudios Altoaragoneses. 1997.
- A las puertas de la memoria, la historia local en Samper de Calanda (1850-1970). Ayuntamiento de Samper de Calanda. 1997.
- Los vinos de Cariñena, la casa de Aranda y la ilustración económica aragonesa. La Val de Onsera. 1998.
- Junto con María Luz Rodrigo Estevan. Vino de siglos en el Somontano de Barbastro, una historia social y cultural: las vidas desde las viñas. Consejo regulador de la denominación de origen Somontano. 2001.
- Labrar democracia y sembrar sindicalismo: la Unión de Agricultores y Ganaderos de Aragón: 1975-2000. Unión de Agricultores y Ganaderos de Aragón. 2001.
- Tierra, comunal y capitalismo agrario en Aragón: uso de los recursos naturales y campesinado en Cinco Villas, 1830-1935. Institución Fernando el Católico. 2002.
- ¿Lo que es del común no es de ningún? campesinos disidentes y defensa del monte vecinal en Biota. Diputación Provincial de Zaragoza. 2004.
- Con Nicolás Sartorius. El final de la dictadura: la conquista de la democracia en España (noviembre de 1975-junio de 1977). Temas de Hoy. 2007.
- Con Carlos Forcadell. Paisajes para después de una guerra: el Aragón devastado y la reconstrucción bajo el franquismo (1936-1957). Institución Fernando el Católico. 2008.
- Con José María Campo Olivar y Concha Montserrat Muñoz. Mediano, el ojo del pasado. Diputación Provincial de Huesca. 2011.
- Peligrosos demócratas: antifranquistas vistos por la policía política (1958-1977). Ediciones Cátedra. 2011.
- El siglo XX en Teruel a través de la Cámara de Comercio e Industria. Cámara de Comercio e Industria de Teruel. 2013.
- Excomunistas. De la Revolución a la Guerra Fría cultural: Joaquín Maurín (1896-1973). Galaxia Gutenberg. 2024.

### Como coordinador o editor
- Usos de la historia y políticas de la memoria. Universidad de Zaragoza. 2004.
- Las escalas del pasado : IV Congreso de Historia Local de Aragón. Instituto de Estudios Altoaragoneses / Universidad Nacional de Educación a Distancia. 2005.
- Universo de micromundos. VI Congreso de Historia Local de Aragón. Institución Fernando el Católico. 2009.
- Colonos, territorio y Estado: los pueblos del agua de Bardenas. Institución Fernando el Católico. 2010.
- La justicia de la República: memorias de un fiscal del Tribunal Supremo en 1936, de José Luis Galbe Loshuertos. Marcial Pons. 2011. Autor del prólogo y notas aclaratorias.
- Las Cortes de Cádiz y los significados políticos del primer liberalismo español: absolutistas y liberales aragoneses en Cortes (1810-1814). Instituto de Estudios Altoaragoneses. 2013.
- Tejidos de vecindad: los vínculos históricos entre Aragón y Cataluña, siglos XVIII-XX. Diputación General de Aragón. 2017.
- Marcelino: muerte y vida de un payaso, de Víctor Casanova Abós. Pregunta. 2017. Autor del estudio introductorio.
- El coste de la libertad. Presos políticos, represión y censura en Zaragoza. 1958-1977. Doce Robles. 2018.
- 40 años de ayuntamientos y autonomías en España. Universidad de Zaragoza. 2019.
- Aragón desgajado: los exilios republicanos de 1939. Jornadas celebradas en Huesca en octubre de 2019. Doce Robles. 2020.